# Гусихин, Иван Фёдорович
Иван Фёдорович Гусихин — советский хозяйственный, государственный и политический деятель.

## Биография
Родился в 1903 году в Орехове-Зуеве. Член ВКП(б) с 1919 года.
С 1919 года — на хозяйственной, общественной и политической работе. В 1919—1959 гг. — ответственный секретарь, председатель фабричного комитета Дедовской текстильной фабрики, председатель Правления Дедовского Союза текстильщиков, заведующий Агитационно-пропагандистским отделом Воскресенского районного комитета ВКП(б), уполномоченный ЦК и Московского областного комитета ВКП(б) по Кинель-Черкасскому району, председатель Воскресенского, Истринского, Вышневолоцкого райисполкомов, Вышневолоцкого горисполкома, заведующий Калининским областным отделом коммунального хозяйства, здравоохранения, секретарь, председатель Исполнительного комитета Калининского областного Совета, арестован, освобождён, председатель Калининского областного Союза работников культуры, участник Великой Отечественной войны, председатель Исполнительного комитета Центрального районного Совета города Калинин, начальник Калининского областного управления государственного страхования.
Избирался депутатом Верховного Совета СССР 1-го созыва.
Умер в 1967 году в Калинине.